# A. Edward Sutherland
A. Edward Sutherland (London, 1895. január 5. – Palm Springs, 1973. december 31.) brit filmrendező, színész és filmszínész. Londonban született, színházi családból származott. Édesapja, Al Sutherland színházmenedzser és producer, édesanyja, Julie Ring pedig színésznő volt. Pályafutása során olyan híres színészekkel dolgozott együtt, mint Charlie Chaplin, Mabel Normand és Marie Dressler.

## Magánélete
Kétszer volt nős, Louise Brooks színésznő 1926. júliusától 1928. június 20-ig volt felesége, míg a második, Marjorie Daw színésznő 1923. április 20 és 1925 között élt vele házasságban.

## Rendezései
- Coming Through (1925)
- Wild, Wild Susan (1925)
- A Regular Fellow (1925)
- Behind the Front (1926)
- It's the Old Army Game (1926)
- Love's Greatest Mistake (1927)
- Fireman, Save My Child (1927)
- Figures Don't Lie (1927)
- Tillie's Punctured Romance (1928)
- The Baby Cyclone (1928)
- What a Night! (1928)
- Close Harmony (1929)
- The Dance of Life (1929)
- The Saturday Night Kid (1929)
- Fast Company (1929)
- Pointed Heels (1929)
- Burning Up (1930)
- Paramount on Parade (1930)
- The Social Lion (1930)
- The Sap from Syracuse (1930)
- The Gang Buster (1931)
- June Moon (1931)
- Up Pops the Devil (1931)
- Palmy Days (1931)
- Mr. Robinson Crusoe (1932)
- Murders in the Zoo (1933)
- International House (1933)
- Too Much Harmony (1933)
- Mississippi (1935)
- Diamond Jim (1935)
- Every Day's a Holiday (1937)
- The Flying Deuces (1939)
- Beyond Tomorrow (1940)
- The Boys from Syracuse (1940)
- One Night in the Tropics (1940)
- The Invisible Woman (1940)
- Nine Lives Are Not Enough (1941)
- Steel Against the Sky (1941)
- Sing Your Worries Away (1942)
- The Navy Comes Through (1942)
- Army Surgeon (1942)
- Dixie (1943)
- Follow the Boys (1944)
- Secret Command (1944)
- Abie's Irish Rose (1946)